# UCI Coupe des Nations Juniors
La Coupe des Nations UCI Juniors créée en 2008 regroupe des jeunes coureurs cyclistes de 17 et 18 ans. Réservée aux équipes nationales, la Coupe des Nations compte selon les années une dizaine d'épreuves auxquelles il faut ajouter les championnats du monde juniors. La compétition a pris la suite de la Coupe du monde UCI Juniors organisée de 1994 à 2007.
À l'issue de chaque épreuve un classement par nation est établi. Il permet d'attribuer les quotas pour les championnats du monde juniors (course en ligne et contre-la-montre).
Deux autres versions existent également, une pour les espoirs de moins de 23 ans (depuis 2007) et une autre pour les juniors féminines (depuis 2016).

## Courses
22 épreuves différentes ont fait partie de la compétition depuis 2008.
| Épreuves                                                  | Année                       |
| --------------------------------------------------------- | --------------------------- |
| Tour de l'Abitibi                                         | 2008-2011, 2014-2019, 2022- |
| Paris-Roubaix juniors                                     | 2008-2019, 2022-            |
| Course de la Paix juniors                                 | 2008-2019, 2021-            |
| Saarland Trofeo                                           | 2008-2019, 2021-            |
| Championnat du monde du contre-la-montre juniors          | 2008-2019, 2021-            |
| Championnat du monde sur route juniors                    | 2008-2019, 2021-            |
| Championnats d'Europe juniors                             | 2012-2022, 2024-            |
| Championnats d'Asie juniors                               | 2012-2019, 2022-            |
| Championnats panaméricains juniors                        | 2012-2016, 2025-            |
| Trophée Centre Morbihan                                   | 2013-2019, 2022-            |
| Tour du Pays de Vaud                                      | 2015-2019, 2022-            |
| Championnats d'Océanie juniors                            | 2017-2019, 2022-            |
| Nation's Cup Hungary                                      | 2021-                       |
| Journées internationales du cyclisme de Dubnica nad Vahom | 2023-                       |
| Grand Prix F.W.R. Baron-Trofeo Comune di Pieve del Grappa | 2024-                       |
| Tour d'Istrie                                             | 2008-2009, 2011-2014        |
| Grand Prix Général Patton                                 | 2008-2019                   |
| GP du Danemark                                            | 2011                        |
| Championnats d'Afrique juniors                            | 2012-2019, 2021-2023        |
| Gand-Wevelgem juniors                                     | 2016-2019, 2022             |
| Tour de DMZ                                               | 2017-2019, 2022-2023        |
| Visegrad 4 Juniors                                        | 2020                        |
| Watersley junior Challenge                                | 2022-2023                   |
| Eroica Juniores                                           | 2023-2024                   |

- Les courses en jaune ne font plus partie de la Coupe des Nations.

## Barème
La Coupe des nations attribue des points uniquement aux nations. Le classement par nation est obtenu par l'addition des points obtenus par le premier coureur de chaque nation dans l'épreuve. Lors d'une épreuve d'une journée, il est attribué des points aux 15 premiers coureurs de l'épreuve. Lors d'une épreuve par étapes, il est attribué des points aux 20 premiers coureurs du classement général final. À chaque étape il est attribué des points aux six premiers coureurs. Depuis l'édition 2012, les championnats continentaux juniors (course en ligne et contre-la-montre) attribuent également des points pour le classement de la Coupe des Nations Juniors :
|      | Points           | Points          | Points |
| Pos. | Course d'un jour | Course à étapes | Étapes |
| ---- | ---------------- | --------------- | ------ |
| 1    | 20               | 30              | 6      |
| 2    | 17               | 25              | 5      |
| 3    | 15               | 20              | 4      |
| 4    | 13               | 17              | 3      |
| 5    | 11               | 16              | 2      |
| 6    | 10               | 15              | 1      |
| 7    | 9                | 14              | –      |
| 8    | 8                | 13              | –      |
| 9    | 7                | 12              | –      |
| 10   | 6                | 11              | –      |
| 11   | 5                | 10              | –      |
| 12   | 4                | 9               | –      |
| 13   | 3                | 8               | –      |
| 14   | 2                | 7               | –      |
| 15   | 1                | 6               | –      |
| 16   | –                | 5               | –      |
| 17   | –                | 4               | –      |
| 18   | –                | 3               | –      |
| 19   | –                | 2               | –      |
| 20   | –                | 1               | –      |

|      | Points                | Points              |
| Pos. | Championnats d'Europe | Autres championnats |
| ---- | --------------------- | ------------------- |
| 1    | 10                    | 8                   |
| 2    | 8                     | 5                   |
| 3    | 6                     | 3                   |
| 4    | 5                     | 1                   |
| 5    | 4                     | –                   |
| 6    | 3                     | –                   |
| 7    | 2                     | –                   |
| 8    | 1                     | –                   |

## Palmarès
| Année | Vainqueur  | Pts. | Deuxième   | Pts. | Troisième | Pts. |
| ----- | ---------- | ---- | ---------- | ---- | --------- | ---- |
| 2008  | Belgique   | 212  | Pologne    | 194  | Danemark  | 171  |
| 2009  | Belgique   | 223  | Pays-Bas   | 215  | France    | 187  |
| 2010  | États-Unis | 207  | Russie     | 177  | Australie | 147  |
| 2011  | France     | 388  | Danemark   | 309  | Pays-Bas  | 276  |
| 2012  | Danemark   | 324  | France     | 185  | Belgique  | 150  |
| 2013  | France     | 278  | Danemark   | 258  | Pays-Bas  | 203  |
| 2014  | France     | 318  | Danemark   | 236  | Allemagne | 218  |
| 2015  | États-Unis | 371  | Belgique   | 228  | Danemark  | 220  |
| 2016  | Danemark   | 301  | États-Unis | 258  | France    | 253  |
| 2017  | Norvège    | 274  | Kazakhstan | 228  | Italie    | 224  |
| 2018  | Belgique   | 222  | Italie     | 208  | Norvège   | 190  |
| 2019  | Allemagne  | 240  | États-Unis | 178  | Italie    | 158  |
| 2020  | Danemark   | 040  | Allemagne  | 038  | Tchéquie  | 025  |
| 2021  | Norvège    | 208  | Belgique   | 110  | France    | 088  |
| 2022  | France     | 199  | Belgique   | 187  | Allemagne | 156  |
| 2023  | Norvège    | 205  | France     | 170  | Italie    | 153  |
| 2024  | France     | 218  | Espagne    | 183  | Belgique  | 150  |

## Statistiques
Mis à jour après l'édition 2024

### Bilan par nations
| Rang               | Pays               | Médaille d'or | Médaille d'argent | Médaille de bronze | Total |
| ------------------ | ------------------ | ------------- | ----------------- | ------------------ | ----- |
| 1                  | France             | 5             | 2                 | 3                  | 10    |
| 2                  | Belgique           | 3             | 3                 | 2                  | 8     |
| 2                  | Danemark           | 3             | 3                 | 2                  | 8     |
| 4                  | Norvège            | 3             | 0                 | 1                  | 4     |
| 5                  | États-Unis         | 2             | 2                 | 0                  | 4     |
| 6                  | Allemagne          | 1             | 1                 | 2                  | 4     |
| 7                  | Italie             | 0             | 1                 | 3                  | 4     |
| 8                  | Pays-Bas           | 0             | 1                 | 2                  | 3     |
| 9                  | Espagne            | 0             | 1                 | 0                  | 1     |
| 9                  | Kazakhstan         | 0             | 1                 | 0                  | 1     |
| 9                  | Pologne            | 0             | 1                 | 0                  | 1     |
| 9                  | Russie             | 0             | 1                 | 0                  | 1     |
| 13                 | Australie          | 0             | 0                 | 1                  | 1     |
| 13                 | Tchéquie           | 0             | 0                 | 1                  | 1     |
| Total (14 nations) | Total (14 nations) | 17            | 17                | 17                 | 51    |

### Records
| Record de victoires                     | Nb. | Coureur(s) / Nation(s)                                                                                       |
| --------------------------------------- | --- | --- |
| Classement final                        | 5   | France |
| Classement final                        | 3   | Belgique Danemark Norvège                                                                                    |
| Épreuves individuelles (au total)       | 7   | Remco Evenepoel                                                                                              |
| Épreuves individuelles (au total)       | 5   | Mads Pedersen                                                                                                |
| Épreuves individuelles (sur une saison) | 7   | Remco Evenepoel (2018)                                                                                       |
| Épreuves individuelles (sur une saison) | 3   | Michał Kwiatkowski (2008) Mads Pedersen (2013) Brandon McNulty (2016) Per Strand Hagenes (2021)              |
| Épreuves par nations (sur une saison)   | 7   | Belgique (2018)                                                                                              |
| Épreuves par nations (sur une saison)   | 4   | France (2011, 2024) Danemark (2012, 2013) États-Unis (2016) Allemagne (2019) Norvège (2021) Australie (2023) |